# Orcau
Orcau es una localidad española del municipio leridano de Isona y Conca Dellá, en la comunidad autónoma de Cataluña. 

## Historia
Hacia mediados del siglo XIX, la localidad, por entonces cabeza de un ayuntamiento del que también formaban parte los núcleos de Montesquiu, Puig del Anell, Galliner y Basturs, contaba con una población de 154 habitantes. Aparece descrita en el decimosegundo volumen del Diccionario geográfico-estadístico-histórico de España y sus posesiones de Ultramar de Pascual Madoz de la siguiente manera:

ORCAU: l. con ayunt. que se compone de los pueblos de Montesquiu, Puig del Anell, Galliner y Bastus, en la prov. de Lérida (19 horas), part jud. de Tremp (2 1/2), aud. terr. y c. g. de Barcelona (38), dióc de Seo de Urgel (14): está sit. en la Conca de Tremp al O. del elevado monte de San Cornelí, y en la pendiente septentrional de un cerro llamado del Castillo, cuya circunstancia no basta á resguardarlo del viento que lo bate en todas direcciones. Se compone de 33 casas, varias calles pendientes, una plaza pequeña en la parte inferior del pueblo; casa de ayunt. que es la que antes habitaba el vicario; escuela de primeras letras costeada por reparto vecinal entre este pueblo, Bastus y Montesquiu, é igl. parr. construida á mitad del siglo XVI, bajo la advocacion de Ntra. Sra. de los Angeles; su curato es de térm. y lo sirve un cura perpetuo de provision de S. M., el diocesano y la abadesa de Pedralves alternando por meses; fuera del pueblo está el cementerio á 1/4 de hora N., y á la misma dist. 2 fuentes en opuestas direcciones, que sirven para beber los vec., para lavadero y abrevar los ganados. Confina el térm. por el N. con Aramunt; E. Bastus; S. Figuerola, y O. Montesquiu y Sotarraña. Se estiende de N. á S. hora y 1/2 y de E. á O. 1/2. Comprendiendo una alq. llamada del Casadó y las ruinas de un ant. cast., sit. en lo alto de un cerro, del que solo se conserva la capilla, en la que se venera con grande devocion á Ntra. Sra. de la Piedad. El terreno participa de monte y llano, teniendo aquel al N. y E. del pueblo, y el llano al O. y S. Es de mediana calidad y se cultivan 360 jornales de tierra, con algunos pequeños huertos que se riegan con las aguas sobrantes del r. de Abella y lagunas de Bastus: carece de bosques, pero tiene bastante arbolado de olivos, robles, encinas, árboles frutales y algunos pinos. caminos: en lo alto de un monte llamado la Costa de Riu, al NO. del Pueblo dist. 1/4 de hora, cuyo monte forma parte de la cord. que divide la Conca de Orcau de la de la Pobla de Segur, pasa el camino conocido por el Coll de Orcau, que es un atajo para ir de todo el part. de Sort, y Valle de Aran, á Cervera, Barcelona, llanos de Urgel y toda la tierra baja de Cataluña. Desde el pueblo de Orcau hasta la cima del monte hay una subida de 1/2 hora y  desde allí al pueblo de Montesquiu, que es el 1.º que se encuentra, al otro lado hay una bajada de 1/4 de hora muy pendiente y mala. El camino es de herradura y mal conservado. prod.: vino que es lo mas abundante y de buena calidad, trigo, poco aceite y lana; cria ganado' lanar, cabrío y mular, vacuno y asnal para la labranza; hay bastante caza de conejos, liebres y perdices. ind.: un molino de harina y otro de aceite. comercio estraccion del vino sobrante. pobl.: 15 vec., 154 alm. riqueza imp.. 48,757 rs. contr.: el 14'48 por 100 de esta riqueza.
(Madoz, 1849, p. 294)

## Demografía
| Gráfica de evolución demográfica de Orcau entre 1842 y 1960 |
| |
| Población de derecho según los censos de población del INE Población de hecho según los censos de población del INEEn este censo se denominaba Orcan: 1842 Entre el censo de 1857 y el anterior, crece el término del municipio porque incorpora a 255047 (Bastús), 255251 (Montesquieu) Entre el censo de 1970 y el anterior, este municipio desaparece porque se integra en el municipio 25115 (Isona y Conca d'Alla) |

En 1970 el término municipal de Orcau desapareció, al fusionarse con los de Sant Romá de Abella, Benavent de Tremp, Isona, Figuerola de Orcau y Conques para dar lugar al municipio de Conca d'Alla, renombrado como Isona i Conca Dellà en la década posterior.
En 2021, la entidad singular de población de Orcau tenía censados 18 habitantes y el núcleo de población 16 habitantes.